# ISO 3166-2:IO
ISO 3166-2:IO – kody ISO 3166-2 dla Brytyjskiego Terytorium Oceanu Indyjskiego.
Kody ISO 3166-2 to część standardu ISO 3166 publikowanego przez Międzynarodową Organizację Normalizacyjną. Kody te są przypisywane głównym jednostkom podziału administracyjnego, takim jak np. województwa czy stany, każdego kraju posiadającego kod w standardzie ISO 3166-1. 
Aktualnie (2017) dla Brytyjskiego Terytorium Oceanu Indyjskiego nie zdefiniowano kodów dla podjednostek administracyjnych, a Brytyjskie Terytorium Oceanu Indyjskiego, pomimo że są  terytorium zależnym, nie posiadają kodu ISO 3166-2:GB wynikającego z podziału terytorialnego Wielkiej Brytanii, natomiast wyspa Diego Garcia wyjątkowo na potrzeby Międzynarodowego Związku Telekomunikacyjnego posiada zarezerwowany kod ISO 3166-2:DG. 